# Morasko (meteoryt)

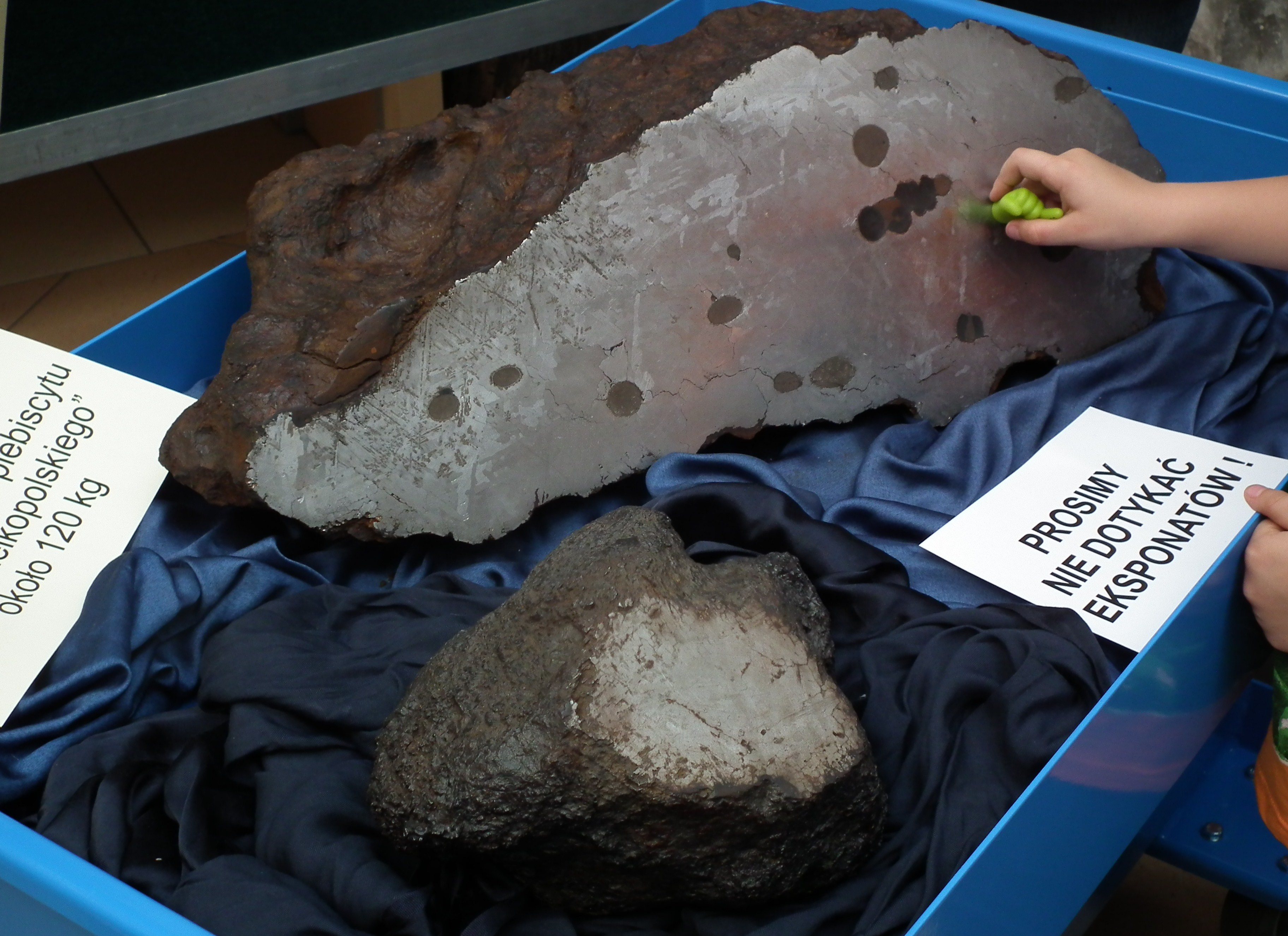
Meteoryt Rudy, 164 kg

Meteoryt Morasko – łączna nazwa znalezisk pochodzących z meteoroidu, który rozpadł się w atmosferze, którego fragmenty są znajdowane w okolicy wsi Morasko (obecnie północna część Poznania).

## Charakterystyka
Należy do grupy meteorytów żelaznych (oktaedrytów gruboziarnistych (IAB-MG)).
Datowania wieku skorupy spiekowej metodą TL, podobnie jak datowania najstarszych osadów wypełniających kratery wykazały, że meteoryt ten spadł pomiędzy 4100 a 2700 rokiem p.n.e. Według innych danych datuje się upadek meteorytów na 5000–5400 lat temu. Impakt nastąpił z kierunku NE lub ENE. Na bazie symulacji komputerowych stwierdzono kąt wejścia w atmosferę: 30–34°. Ocenia się, że uderzenie o Ziemię nastąpiło z prędkością od 2 do 7 km/s pod bardzo małym kątem.
Dla ochrony miejsca spadku i kraterów uderzeniowych założono rezerwat przyrody Meteoryt Morasko.

## Historia
12 listopada 1914 podczas prowadzenia wykopów pod umocnienia wojskowe na Morasku, wykopano na pograniczu lasu i gruntów ornych z głębokości 0,5 m bryłę żelaza o masie 77,5 kg. Kierujący pracami ziemnymi sierżant Cobliner, od razu rozpoznał w wydobytym fragmencie meteoryt. Znalezisko przekazał do Muzeum Wielkopolskiego. Obecnie fragment ten znajduje się w kolekcji Muzeum Geologicznego PAN w Krakowie.
16 września 2012 rozpoczęto poszukiwania nowych okazów meteorytu Morasko na terenie rezerwatu. W poszukiwaniach korzystano z nowej metody umożliwiającej znalezienie meteorytów na większych głębokościach. Wykorzystano do tego celu wykrywacz ramowy typu impulsowego firmy Lorenz. W pracach brał udział zespół poszukiwaczy meteorytów z Opola: Łukasz Smuła oraz Magdalena Skirzewska, badania były prowadzone pod patronatem prof. Andrzeja Muszyńskiego reprezentującego Instytut Geologii Uniwersytetu im. Adama Mickiewicza w Poznaniu. Dodatkowo w badaniach brali udział prof. Pierre Rochette z Francji, mgr Andrzej Pilski, mgr A. Krzesińska, mgr M. Dworzyńska. Meteoryt odkryli Łukasz Smuła wraz z Magdaleną Skirzewską na głębokości 217 cm. Wydobyto go na powierzchnię 8 października 2012. Odnaleziony kawałek meteorytu miał stożkowy kształt o wymiarach: wysokość 50 cm, szerokość 40 cm i długość 71 cm. Obwód w najszerszym miejscu liczył 2 metry. Wydobyty meteoryt ważył około 300 kg razem ze zwietrzeliną. 31 października 2012 został zaprezentowany na terenie Instytutu Geologii Wydziału Nauk Geograficznych i Geologicznych UAM. Meteoryt po oczyszczeniu ze zwietrzeliny ważył 261 kg. Oczyszczona skorupa obtopienia powierzchni meteorytu pozwoliła określić kierunek wlotu w ziemską atmosferę (meteoryt zorientowany). Ten okaz meteorytu jest niemal dwukrotnie cięższy od poprzedniego największego fragmentu meteorytu, odnalezionego w 2006 r. i stanowił do roku 2017 największe takie znalezisko w Polsce. Obecnie okaz ten (261 kg) prezentowany jest w Muzeum Ziemi Wydziału Nauk Geograficznych i Geologicznych UAM w Poznaniu. Największym znanym fragmentem jest znaleziony w roku 2017 fragment odkryty przez Andrzeja Owczarzaka i Michała Nebelskiego, który po oczyszczeniu ważył 271,8 kg. Został przez nich nazwany "Kruszynka". Obecnie okaz ten znajduje się w prywatnej kolekcji.

## Skład mineralny
Kamacyt, taenit, troilit, grafit, schreibersyt, rhabdyt, coenit, sfaleryt, whitlockit, moraskoit.

## Skład chemiczny
Żelazo 93%, nikiel 6,56%; kobalt 0,46%; miedź 130 ppm; gal 102 ppm; german 500 ppm; arsen 11,5 ppm; wolfram 1,7 ppm; złoto 1,47 ppm; iryd 1,0 ppm.

## Kalendarium znalezisk
- 1914, dr Franz Cobliner, 77,5 kg, na wałach strzeleckich w okolicy Moraska, podczas kopania okopów. Fragment znajduje się w zbiorach Muzeum Geologicznego PAN w Krakowie,
- 1956, Jerzy Pokrzywnicki, 78 kg, gospodarstwo we wsi Morasko, podczas katalogowania zbiorów polskich meteorytów i poszukiwań ich metodami saperskimi. Fragment znajduje się w zbiorach Muzeum Mineralogicznego we Wrocławiu,
- 1992, osoba nieznana, 56 kg, okolice rezerwatu. Fragment znajduje się w zbiorach Muzeum Ziemi UAM,
- lata 90. XX w., Henryk Nowacki, 71,2 kg, okolice rezerwatu. Miejsce przechowywania nieznane,
- 2000, Aleksander Gehler, Thomas Kurtz, Matthias, Kurtz, 51 kg, okolice rezerwatu. Miejsce przechowywania nieznane,
- 2003, Waldemar Ruliński, 54 kg, okolice rezerwatu. Fragment znajduje się w kolekcji prywatnej,
- 2006, Krzysztof Socha, 164 kg, teren rezerwatu. Fragment znajduje się w zbiorach Muzeum Ziemi UAM. W wyniku plebiscytu „Głosu Wielkopolskiego” meteoryt otrzymał nazwę Rudy,
- 2008, Łukasz Smuła, Magdalena Skirzewska, 28,1 kg, okolice rezerwatu. Fragment znajduje się w zbiorach prywatnych,
- 2011, Steve Arnold, Geoffrey Notkin, 34 kg, teren rezerwatu (na głębokości 160 cm). Fragment znajduje się w zbiorach Muzeum Ziemi UAM. Znaleziony przez łowców meteorytów z programu Meteorite Men (Discovery Science),
- 2012, Magdalena Skirzewska, Łukasz Smuła (we współpracy z prof. Pierre’em Rochette’em i prof. Andrzejem Muszyńskim)[11], 261 kg, teren rezerwatu (na głębokości 218 cm). Fragment znajduje się w zbiorach Muzeum Ziemi UAM,
- 2014, Magdalena Skirzewska, Łukasz Smuła, 73 kg, okolice rezerwatu. Fragment znajduje się w zbiorach prywatnych,
- 2015, Andrzej Owczarzak, Michał Nebelski, dwie sztuki: 174 oraz 31 kg, okolice rezerwatu. Fragment znajduje się w zbiorach prywatnych[12],
- 2017, Andrzej Owczarzak, Michał Nebelski, 271 kg, poza terenem rezerwatu (dotąd największym meteorytem w Polsce był okaz o wadze 261,2 kg, znaleziony w 2012 roku)[8].